# Katja Kamm

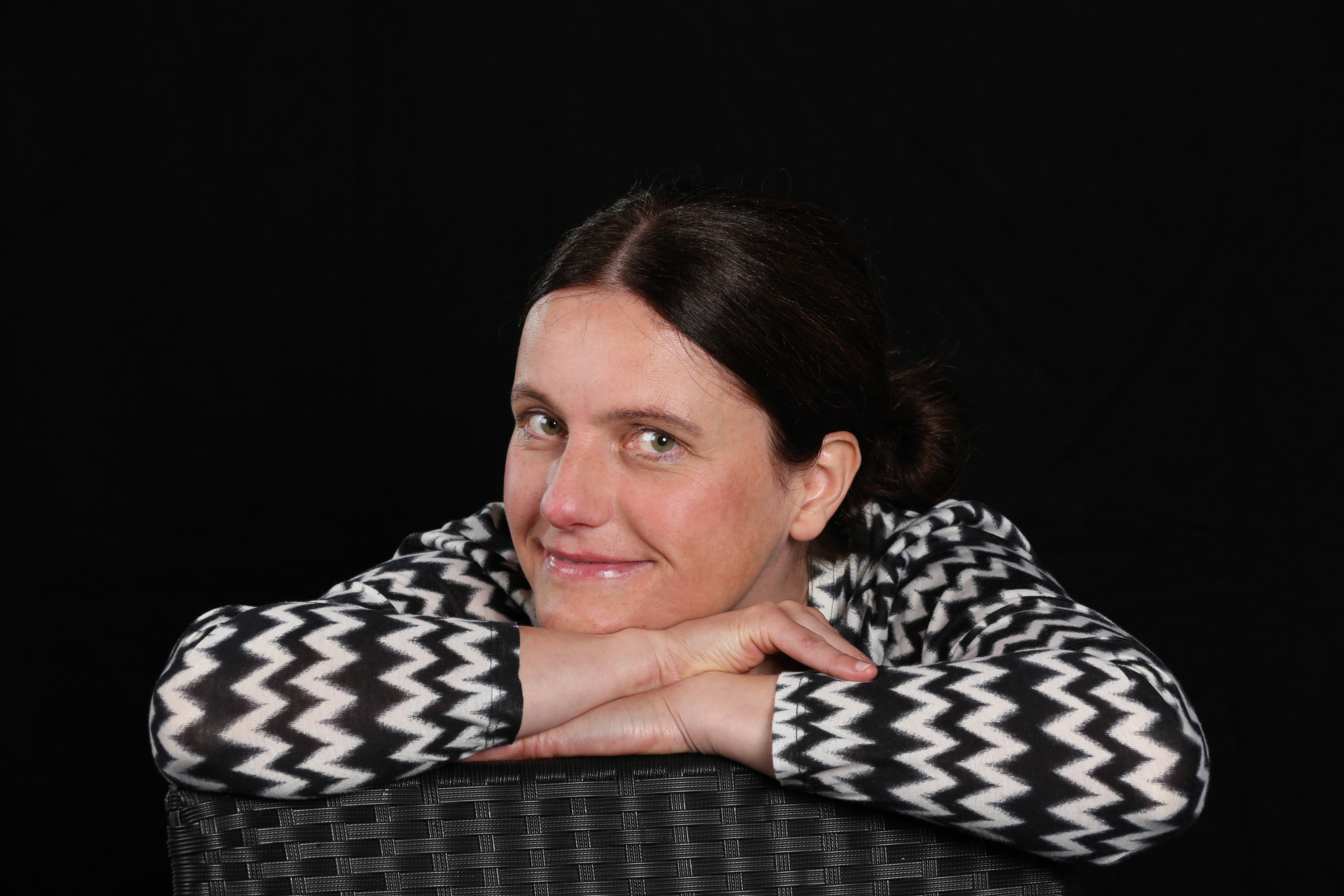
Katja Kamm (2017)

Katja Kamm (5. April 1969 – 10. März 2022) war eine deutsche Bilderbuchillustratorin und -autorin.

## Leben und Werk
Kamm studierte Kommunikationsdesign in Trier, Hamburg und New York City und arbeitete anschließend als Illustratorin. Für ihr erstes Bilderbuch Unsichtbar gewann sie 2003 den Deutschen Jugendliteraturpreis. In der Begründung der Jury für diese Auszeichnung hieß es, Kamm gelinge „ein amüsantes Spiel mit ästhetischen Erwartungen, aber auch mit bildnerischen Klischees.“
Zuletzt arbeitete sie in Hamburg im Atelier Amaldi. Sie starb im März 2022 im Alter von 52 Jahren.

## Werke
- Katja Kamm: Unsichtbar. 2002, ISBN 3-87294-913-6 (40 S., peter-hammer-verlag.de).
- Katja Kamm: Das runde Rot. 2003, ISBN 3-907588-44-4 (40 S., beltz.de).
- Guy MacDonald, Katja Kamm: Was Du schon immer über Deinen Körper wissen wolltest. 2006, ISBN 978-3-8270-5178-3 (135 S., syntropia.de).
- Katja Kamm, Martin Baltscheit: Hauptsache, es wird kein Hund. 2007, ISBN 3-907588-86-X (40 S., beltz.de).
- Katja Kamm: Ich sehe was Du siehst. Carlsen, 2014, ISBN 3-551-51811-4 (64 S.).
- Katja Kamm: Tirade, Pomade … ich versteh nix, wie schade. 2017, ISBN 978-3-86429-368-9 (36 S., tulipan-verlag.de).